# Ivan XVIII.
Ivan XVIII., rođen kao Johannes Fasanus, papa od 25. prosinca 1003. do srpnja 1009. godine.